# Trest smrti v Dánsku

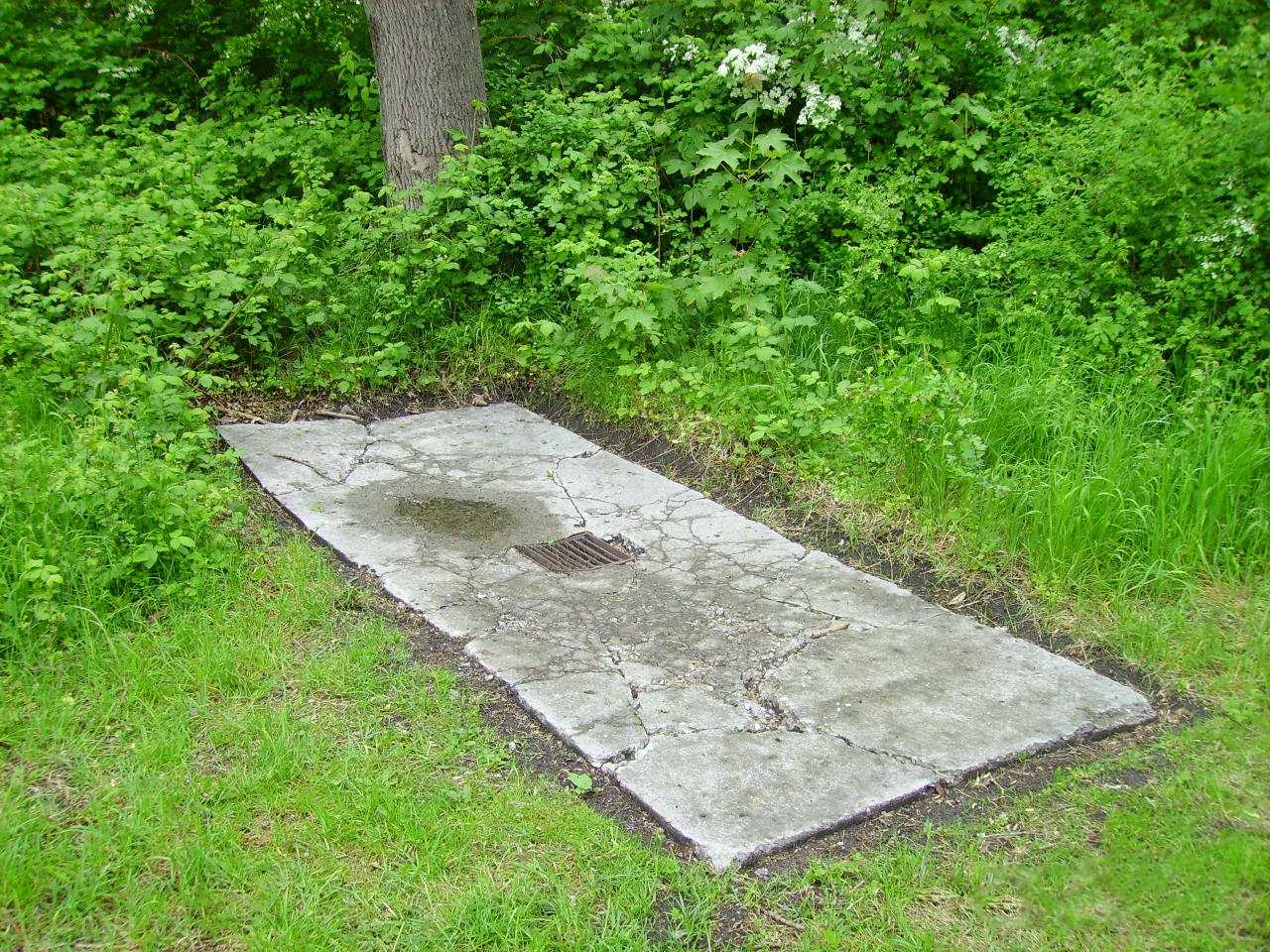
Pozůstatky popravčí boudy v Christianshavnu, užívané v letech 1946 až 1950

Trest smrti v Dánsku byl oficiálně zrušen roku 1933, kdy vešel v platnost nový dánský trestní zákoník přijatý roku 1930. Poslední poprava v Dánsku před druhou světovou válkou byla vykonána roku 1892. V letech 1945 až 1950 byl trest smrti obnoven za účelem popravy kolaborantů s nacistickým režimem. Udělení trestu smrti pro většinu zločinů bylo právně ukončeno roku 1978. K úplnému zrušení trestu smrti došlo 1. ledna 1994. Poslední poprava v Dánsku se konala v roce 1950.
V 21. století opětovné zavedení trestu smrti nepodporuje žádná z parlamentních stran v Dánsku. Podle průzkumu veřejného mínění z roku 2006 podporuje obnovení trestu smrti za některé zločiny 20 % Dánů. Tento počet podporovatelů zůstal stejný od výzkumu provedeného v roce 1999.

## Historie do roku 1945
Z velké části se Dánsko řídilo vzorem dalších evropských národů a zaměstnávalo státní katy, v Dánsku zvané skarpretter. Popravčí měli status zaměstnance královské vlády. V roce 1751 došlo k poslední známé popravě v Dánsku za zločin zoofilie.
Poslední veřejná poprava proběhla na ostrově Lolland, kde byl roku 1882 sťat Anders „Sjællænder“ Nielsen. Tato „podívaná“ vyvolala ohlasy volající po zrušení trestu smrti, zejména proto, že kat Jens Seistrup musel několikrát opakovat švih sekerou, aby dokončil popravu.
Poslední poprava před rokem 1946 proběhla v Dánsku dne 8. listopadu 1892 na nádvoří Státní věznice Horsens. Jens Nielsen, odsouzený za žhářství k mnoha letům vězením, se údajně pokusil spáchat sebevraždu tím, že vyprovokuje svou popravu. Třikrát se proto pokusil o vraždu dozorce. Po třetím pokusu byl odsouzen k trestu smrti a kat Jens Seistrup jej v uvedený den popravil.
Posledním katem v úřadu byl Carl Peter Hermann Christensen, který zastával tento post od 27. srpna 1906 do 1. dubna 1926. Během svého působení nikoho nepopravil.
Počínaje 19. stoletím byly tresty smrti dánskou korunou čím dál více zmírňovány na doživotí. Po roce 1892 vynesené rozsudky smrti nebyly vykonány. To platilo i o posledním trestu smrti uděleném před druhou světovou válkou, který byl civilním soudem vynesen 13. června 1928.
Dne 1. ledna 1933 Dánsko zrušilo všechny tresty smrti udělené podle starého trestního zákoníku, když automaticky vstoupil v platnost nový dánský trestní zákoník. I nadále zůstal zachován trest smrti ve vojenském právu.

## 1945–1950
V letech 1945 až 1947 byly přijaty tři zvláštní zákony, které měly do trestního zákoníku vrátit trest smrti, a řešit zločiny spáchané během druhé světové války za okupace Dánska. Jednalo se o zákony se zpětnou účinností a byly součástí čistek, dánsky zvaných Retsopgøret, které se pokoušely vyhovět veřejnému mínění požadujícímu přísné potrestání válečných zločinců, zejména některých informátorů a důstojníků sboru HIPO a důstojníků Gestapa odpovědných za brutální vraždy a mučení.
Podle těchto zákonů bylo odsouzeno 13 500 lidí za kolaboraci, udavačství nebo zradu. Asi 400 z nich bylo zabito, většina během mimořádných odvetných akcí. Oficiálně bylo k trestu smrti odsouzeno 76 lidí a vykonáno bylo 46 z těchto rozsudků. Zbývajících třicet lidí bylo omilostněno. Tresty smrti vykonávala popravčí četa z deseti policistů, kteří se dobrovolně přihlásili. Popravy probíhaly nedaleko Viborgu nebo na vojenském cvičišti v Margreteholmu, ve čtvrti Christianshavn v Kodani. Druhá ze zmíněných popravčích oblastí leží v dnešní Christiánii, a jsou zde dochovány pozůstatky popravčí boudy.
Poslední člověk byl v Dánsku popraven 20. července 1950. Byl jím Ib Birkedal Hansen, kterého zastřelila popravčí četa.

### Politické pozadí čistek po druhé světové válce
V roce 1943 Danmarks Frihedsråd poprvé vyjádřila své plány na poválečný návrat Dánska k demokracii. Mezi jejich požadavky patřilo stíhání válečných zločinců a osob odpovědných za porušení dánského právního systému a jeho nezávislosti. Schválila retroaktivní legislativu, ale poté se postavila proti trestu smrti.
Krátce před německou kapitulací však Danmarks Frihedsråd spolupracovala s tajnou komisí právníků na vypracování návrhu zákona o válečných zločinech, který zahrnoval i trest smrti. Předseda vlády jmenoval další výbor skládající se ze státních zaměstnanců a soudců. Tyto dva návrhy byly sloučeny v následujícím návrhu zákona. Zásadním rozdílem byla jeho retrospektivní platnost, a to zda bude zákon platit ke dni 29. srpna 1943, kdy odstoupila dánská vláda nebo ke dni 9. dubna 1940, kdy začala okupace Dánska. Zvolena byla druhá možnost.
První návrh zákoníku byl předložen dánskému parlamentu v květnu 1945, tedy pouhé tři týdny od osvobození země. Pro zákon hlasovalo 127 poslanců Folketingu, 5 poslanců Strany spravedlnosti Dánska se zdrželo hlasování z důvodu nesouhlasu s trestem smrti a 19 poslanců se hlasování nezúčastnilo. Dne 31. května 1945 pro zákon hlasovalo 67 členů Landstingetu, 1 byl proti a 8 se jich hlasování nezúčastnilo. Mezi odpůrci zákona byli J. K. Jensen z Radikální liberální strany a Oluf Pedersen ze Strany spravedlnosti. Pedersen navrhl, aby byly veškeré popravy odloženy dokud nebude nový zákon potvrzen referendem. Následně mu bylo vyhrožováno bývalými příslušníky odboje.
Karl Kristian Steincke ze strany Sociálních demokratů, který byl sám právníkem, se k situaci vyjádřil takto:
Kdyby někdo v roce 1939 tvrdil, že za šest let schválím návrh zákona o trestu smrti a to se zpětnou účinností, považoval bych ho za blázna. Ale od té doby došlo k takovému barbarství a nezákonností, kdy byl hluboce porušen normální stav zákona a já se tak cítím více svázán s hluboce porušeným veřejným svědomím než s normálními podmínkami. Musíme se vypořádat s těmito zločinci, nikoli z touhy po pomstě, ale proto, abychom se brzy mohli vrátit do normálních podmínek.
O čistce, která proběhla po druhé světové válce, se široce diskutuje, částečně proto, že malé trestné činy byly odsouzeny rychleji a obecně přísněji než procesy za větší trestné činy, které trvaly déle a rozsudky byly poznamenány změnou nálady ve společnosti. Dalším kritickým bodem byla retroaktivita zákona. Naopak zastánci zákona v roce 1945 tvrdili, že pokud by nebyl obnoven zákon o trestu smrti, váleční zločinci by se stali oběťmi lynče a ochlokracie. Podle průzkumu veřejného mínění z roku 1945 bylo přibližně 90 % populace pro zavedení trestu smrti pro některé válečné zločince.

## Historie od roku 1950
V roce 1952 Dánsko upustilo od prozatímního poválečného trestního řádu, aby se předešlo změně zákona na retroaktivním základě, pokud by se Dánsko v budoucnosti opět dostalo pod cizí okupaci. Novela zachovala trest smrti za zločiny spáchané se zvláštní zlomyslností (vražda, zrada, udavačství) a omezen byl na pachatele starší 21 let. Tento právní rámec zahrnující civilní popravy byl zrušen roku 1978. Ve stejné době byl zrušen trest smrti i ve vojenském právu. Po roce 1950 nedošlo v Dánsku v praxi k odsouzení nikoho k trestu smrti.
V novém zákoníku schváleném dánským parlamentem dne 22. prosince 1993 s účinností od 1. ledna 1994 byla zachována zmínka o trestu smrti v preambuli zákona, ale v samotném znění zákona byl trest smrti ve všech dánských zákonech zrušen.